# Lightpainting

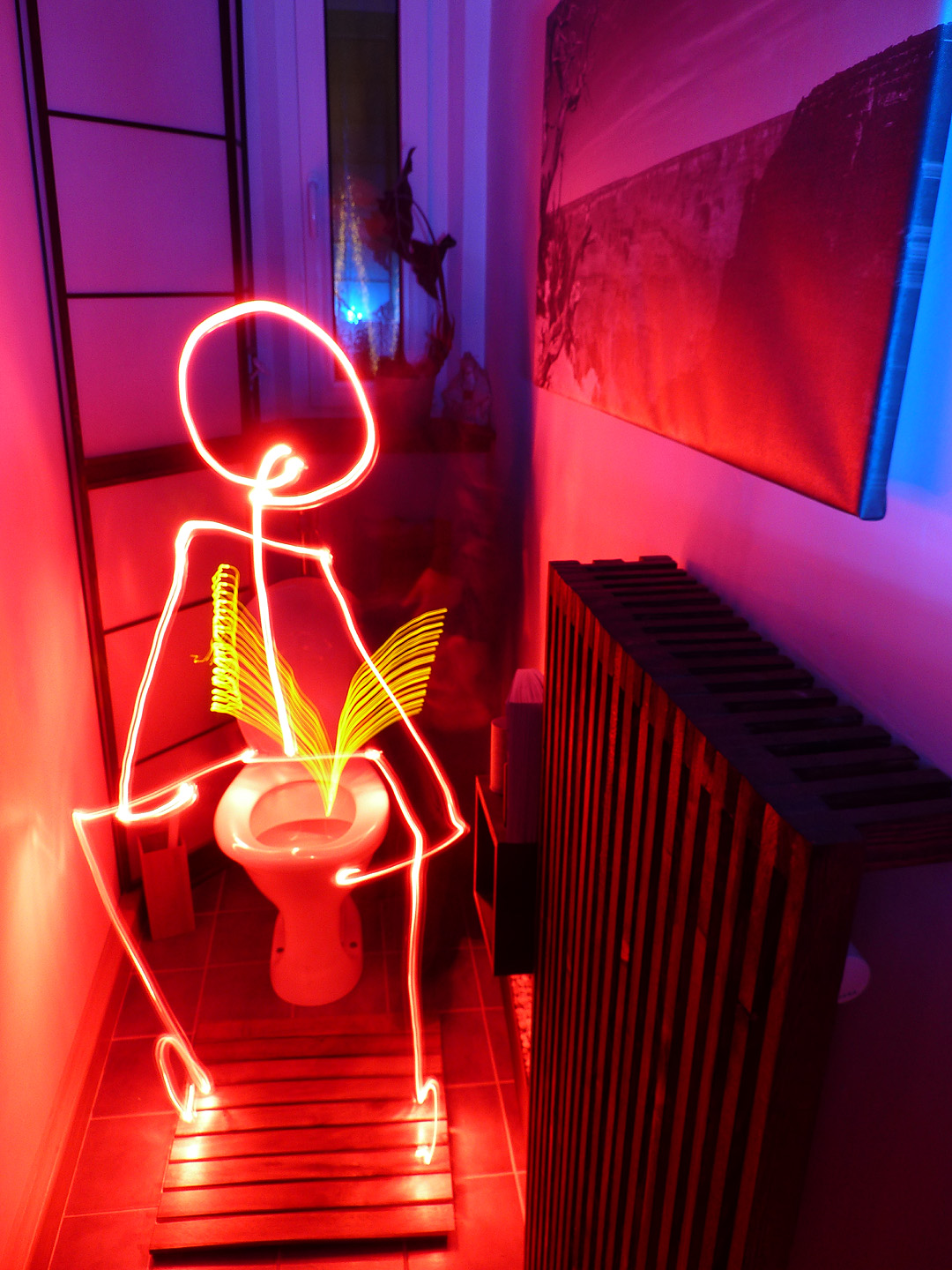
Een lightpainting op het toilet

Lightpainting ('verven met licht'), ook wel luminografie genoemd, is een techniek in de fotografie en heeft twee toepassingen. Door gebruik te maken van een lange belichtingstijd kan men met een bewegende lichtbron lichtsporen vastleggen of een voorwerp vanuit meerdere hoeken belichten. Soortgelijke effecten kunnen ook worden bereikt door tijdens de belichtingstijd de camera zelf te bewegen in plaats van de lichtbron.

## Geschiedenis
De eerste gedocumenteerde lightpainting dateert uit 1889 en wordt door de makers Étienne-Jules Marey en Georges Demeny "Pathological Walk From in Front" genoemd. Later, in 1914 creëerde Frank Gilbreth samen met zijn vrouw Lillian Moller Gilbreth een lightpainting door lichtjes te bevestigen aan arbeiders en zo hun bewegingen vast te leggen. De eerste bekende kunstfotograaf die de techniek gebruikte was Man Ray, die in 1935 zijn serie "Space Writing" maakte. Een andere bekende fotograaf was Barbara Morgan, die vanaf 1940 haar lightpaintings publiceerde.
In 1949 bracht de fotograaf Gjon Mili een bezoek aan de beroemde schilder Pablo Picasso en liet hem kennis maken met het fenomeen lightpainting. Hij toonde hem zijn foto's van schaatsers die lichten aan hun schaatsen hadden bevestigd. Picasso was enthousiast en maakte lightpaintings met een zaklamp, die Mili vastlegde met zijn camera. Zijn foto "Picasso draws a Centaur" werd gepubliceerd in Life Magazine en werd zo wereldberoemd.

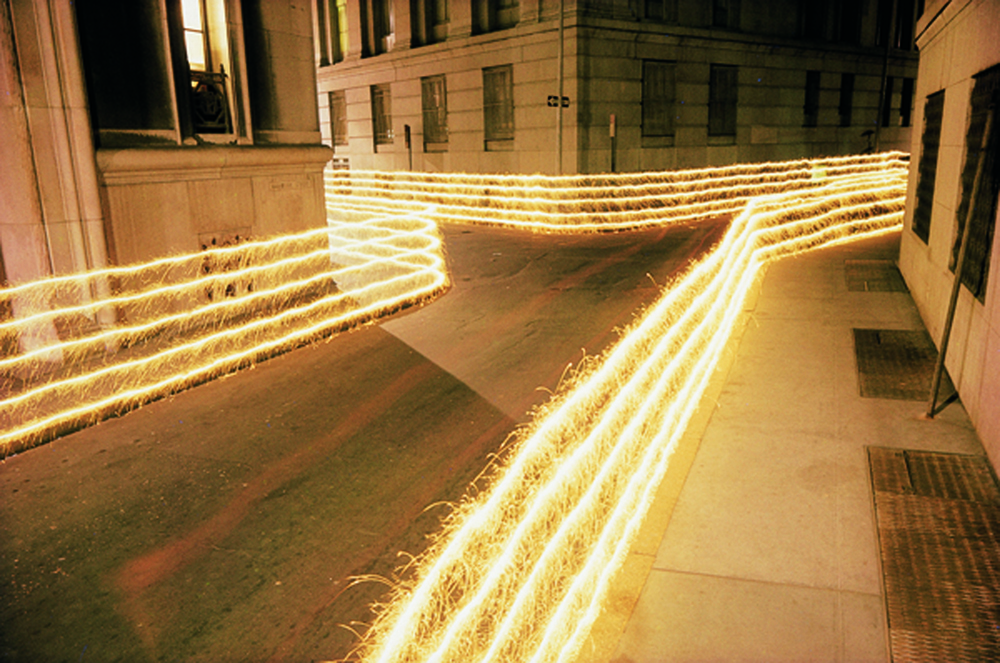
Ribbon on Hanover Stlores, foto door Eric Staller (1977)

In de jaren 70 en 80 maakte de fotograaf Eric Staller een groot aantal lightpaintings, die hij "Light Drawings" noemde. Dean Chamberlain was in 1977 de eerste die de term "Light painting" gebruikte en wijdde heel zijn werk aan deze techniek. Hij belichtte zijn foto's door lichtbronnen langs het onderwerp te bewegen en voegde met deze zelfde techniek kleur toe, een techniek die de fotograaf Jacques Pugin verder ontwikkelde in 1979.
Dankzij de introductie van digitale spiegelreflexcamera's, nieuwe technieken in draagbare lichtbronnen (zoals LED-verlichting) en het grote aantal fotosharing-websites is de populariteit van lightpaintings significant toegenomen.

## Techniek
Er zijn drie technieken om een lightpainting te maken, namelijk door indirecte verlichting, door het tekenen met licht en door het bewegen van de camera zelf (in het Engels kinetic light painting of camera painting genoemd).

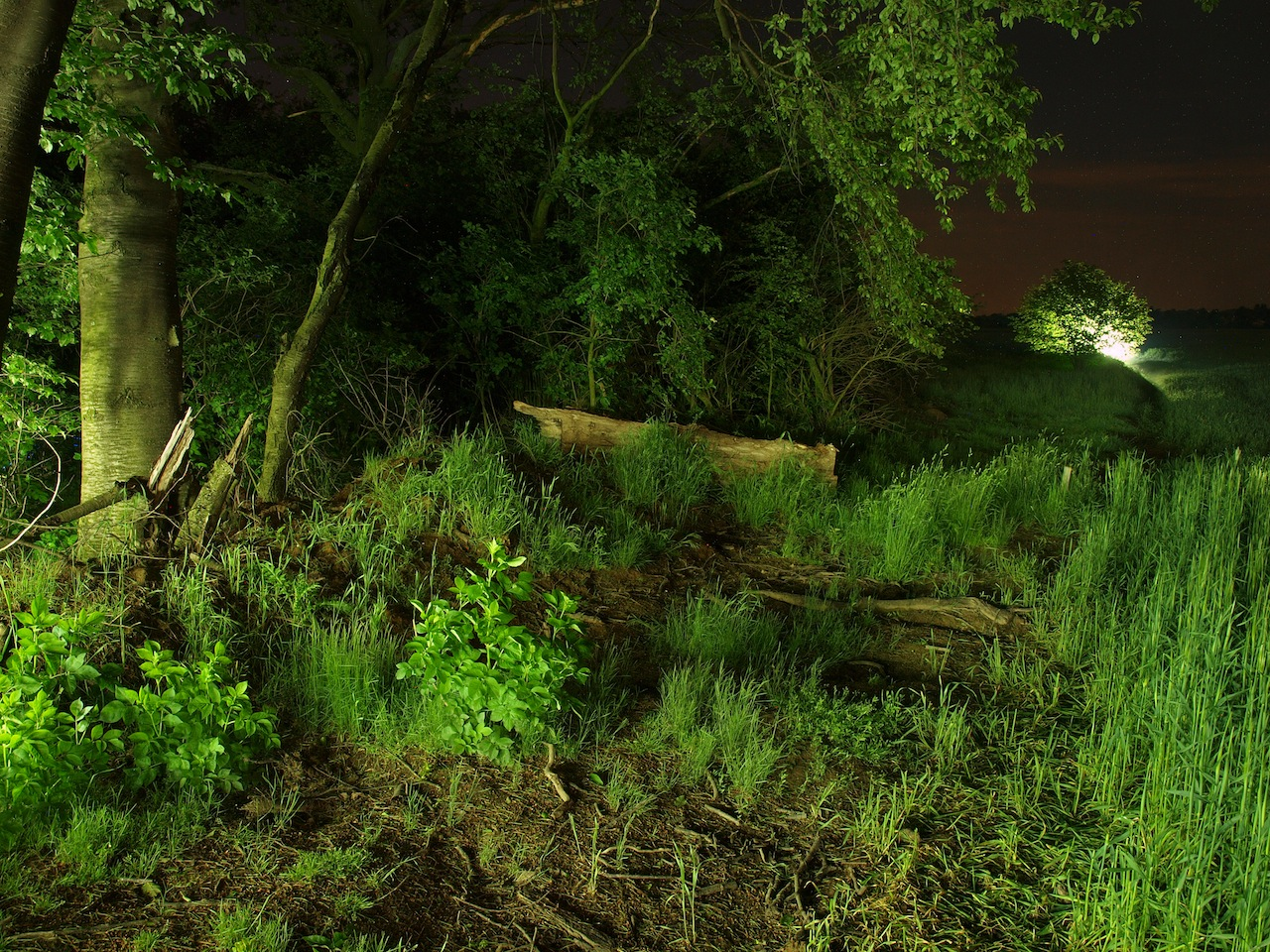
Een nachtopname waarbij gebruik is gemaakt van bewegende LED-verlichting

### Indirecte verlichting
Bij deze vorm van lightpainting gebruikt men zaklampen of andere draagbare lichtbronnen om het onderwerp vanuit diverse hoeken te belichten of in te kleuren. Hiervoor maakt men gebruik van een lange sluitertijd. Om een scherpe foto te kunnen maken wordt bovendien meestal gebruikgemaakt van een statief. Hoe langer een gekleurde lichtbron open staat, hoe intenser de kleuren op de foto worden.

### Tekenen met licht
Door een bewegende lichtbron direct naar de camera te richten kan men in de lucht 'tekenen' of 'schrijven'. Net als bij indirecte verlichting gebruikt men hier een lange sluitertijd en meestal een statief. Een bekend voorbeeld van een dergelijke 'lichttekening' zijn de lichtsporen die een voorbijrijdend voertuig veroorzaakt wanneer men een nachtopname van een straat of een weg maakt.

### Camerabeweging

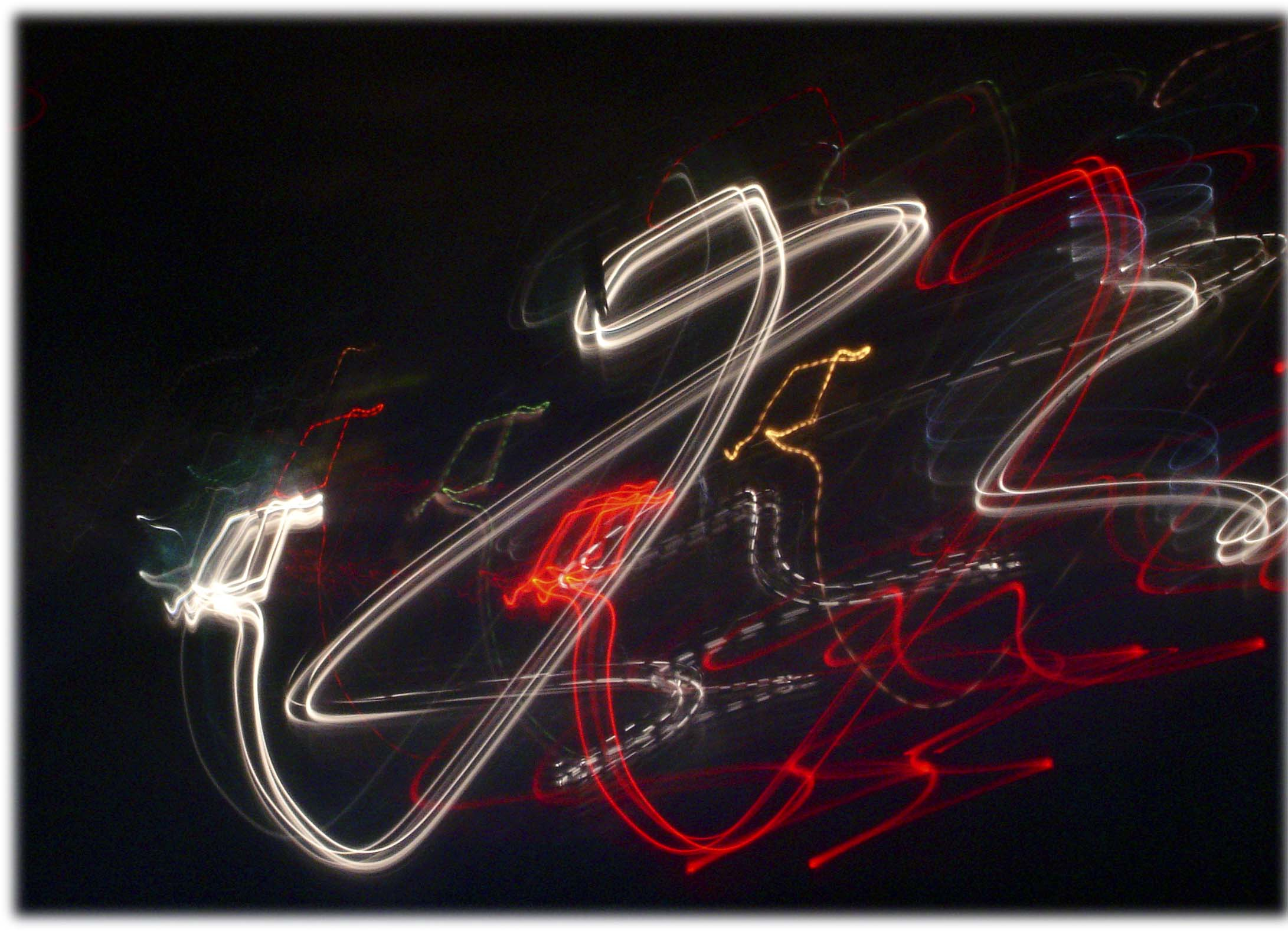
Lightpainting gemaakt door het schudden van de camera

De derde manier om een lightpainting te maken heeft overeenkomsten met het tekenen met licht, maar in dit geval wordt de camera zelf bewogen in plaats van de lichtbron. Ook hier is een lange sluitertijd nodig, maar een statief is optioneel. Men kan bijvoorbeeld gebruikmaken van een statief in een rijdend voertuig, om zo de voorbij glijdende straatverlichting vast te leggen.

## Uitrusting
Aangezien lightpainting meestal in een donkere omgeving worden gemaakt met een lange sluitertijd, kiest de fotograaf er vaak voor om een statief te gebruiken. Meestal wordt de belichtingstijd vooraf ingesteld door de fotograaf of automatisch door de camera bepaald. Het indrukken van de ontspanknop doet de camera bewegen en daarom zijn de meeste moderne camera's voorzien van een zelfontspanner, die de fotograaf vooraf kan instellen. Bij sommige camera's kan ook gebruik worden gemaakt van een flexibele ontspankabel of een draadloze afstandbediening. Bij sommige camera's kan de fotograaf ervoor kiezen om de foto net zo lang te belichten als hij de ontspanknop indrukt. Deze instelling wordt bulb genoemd en op de camera vaak met een 'B' aangeduid.

### Lichtbronnen
| |  |  |
| Twee voorbeelden van verlichting: een ronddraaiende poi en een eigenhandig gefabriceerde Digital Light Wand |  |  |

Er kan gekozen worden uit een talrijk aantal soorten lichtbronnen, variërend van een brandende lucifer of een zaklamp tot een glowstick. Populair is bijvoorbeeld het gebruik van een poi, een lichtbron aan een koord die veel wordt gebruikt door jongleurs, waarmee men vloeiende figuren in de lucht kan maken. Sommige fotografen creëren hun eigen lichtbronnen voor hun lightpaintings om bepaalde lichtsporen te maken. De fotograaf Mike Ross was de eerste die gebruik maakte van een Digital Light Wand, een staaf waaraan computergestuurde LED-lampen bevestigd zijn die tijdens het 'schrijven' in de lucht van kleur kunnen veranderen. Door het gebruik van dergelijk lichtbronnen kan men complexere figuren maken.

## Afbeeldingen

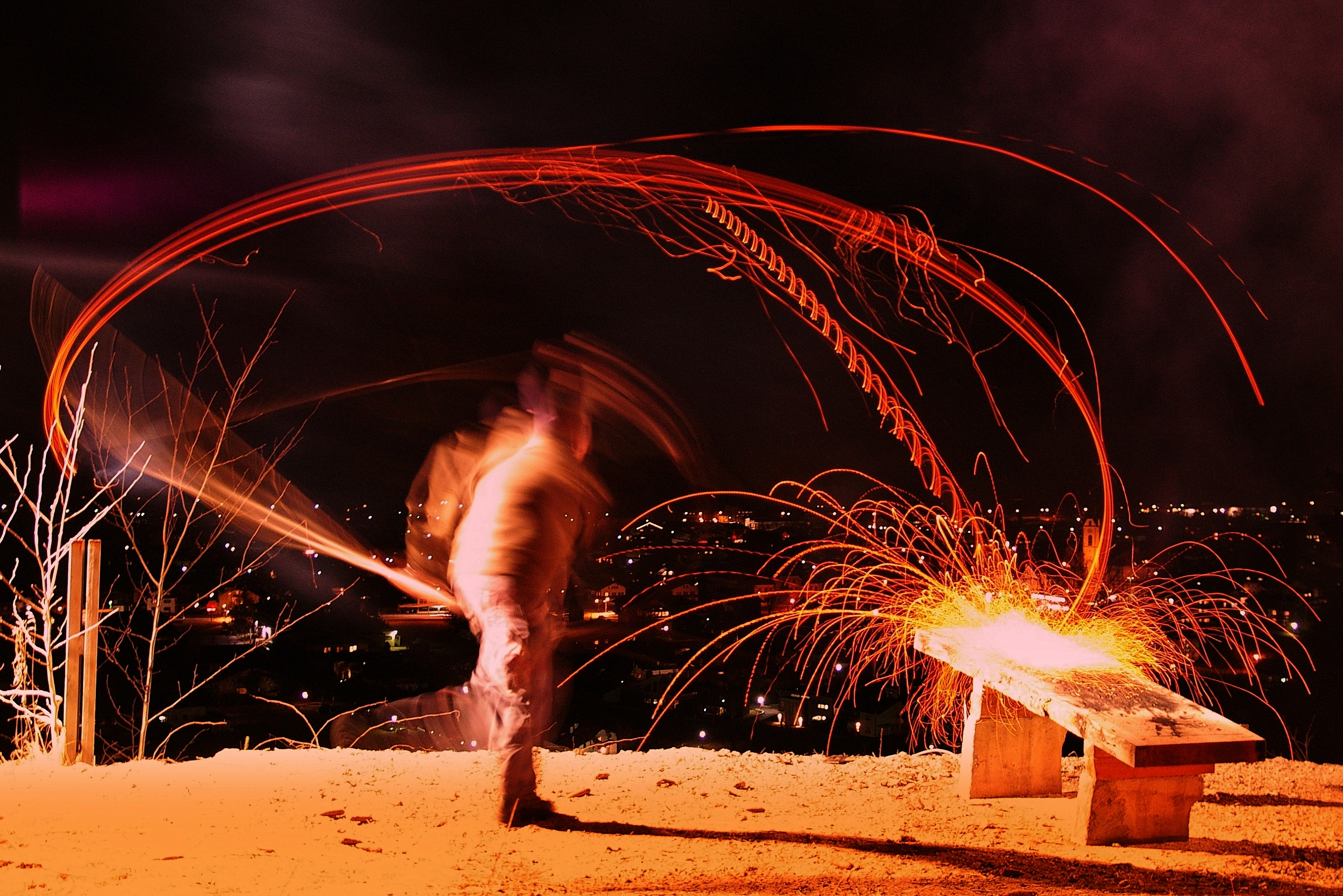
Scheibenschlagen, het werpen van brandende discussen
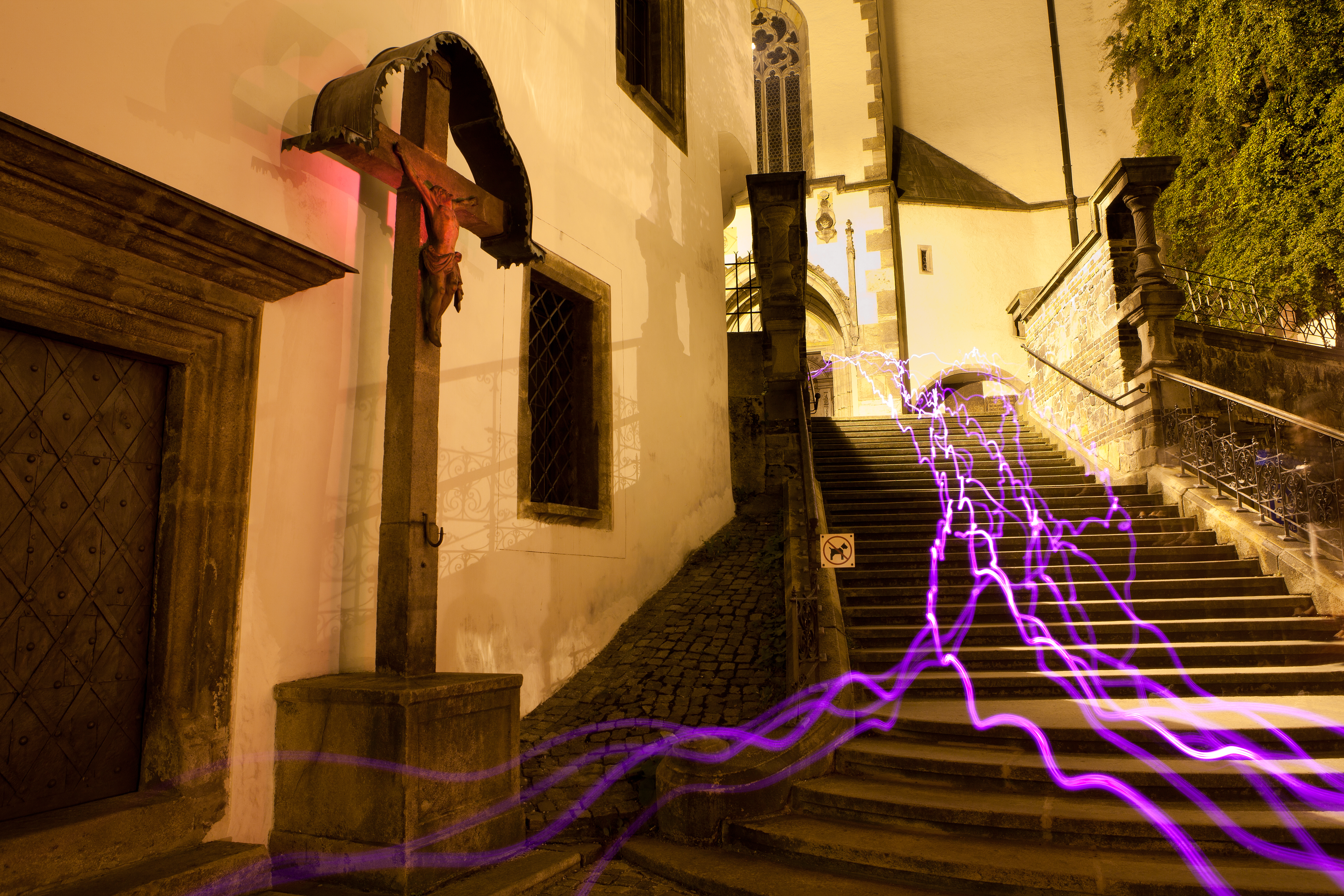
Lightpainting van een trap in Tsjechië
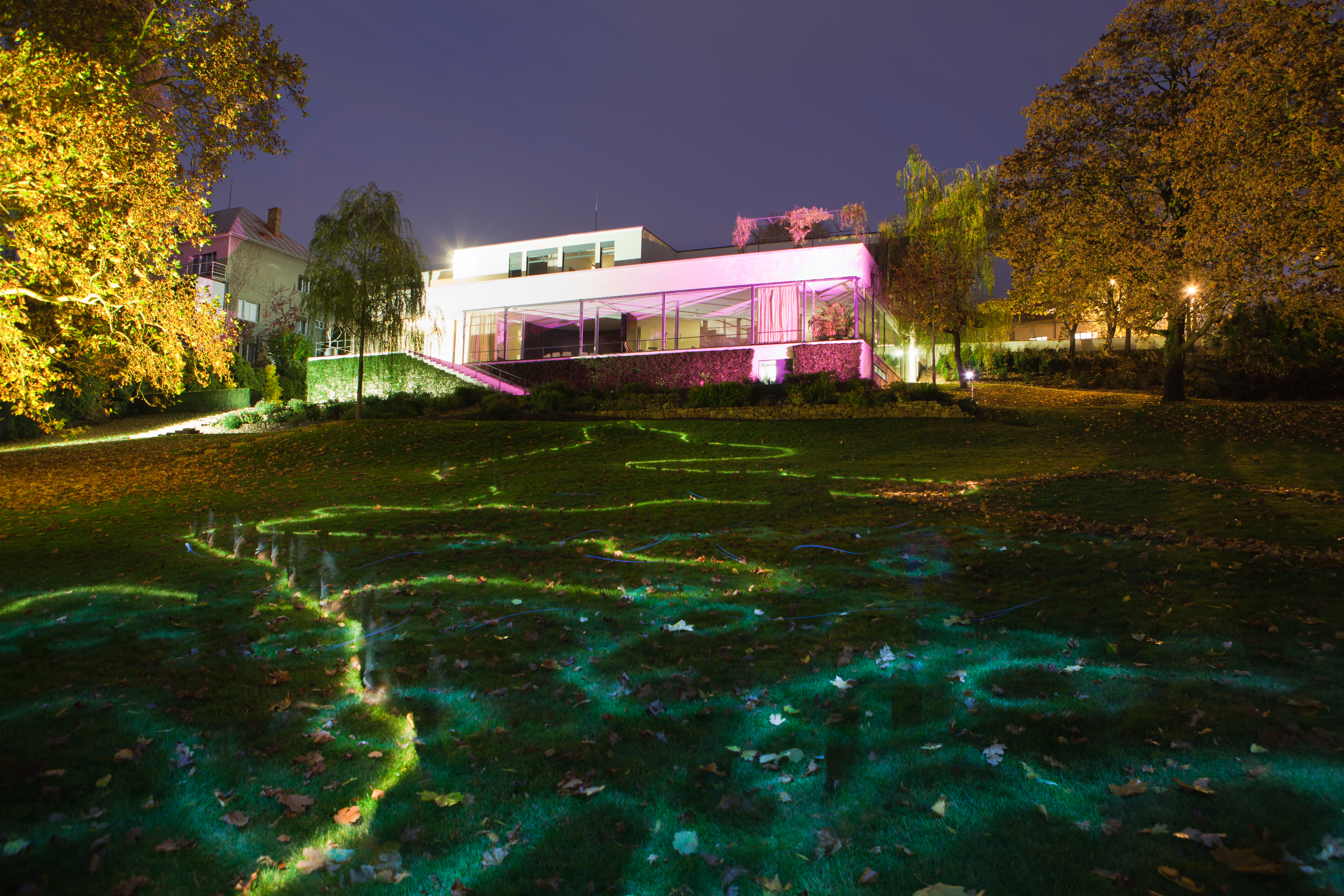
Verven met licht op een grasveld
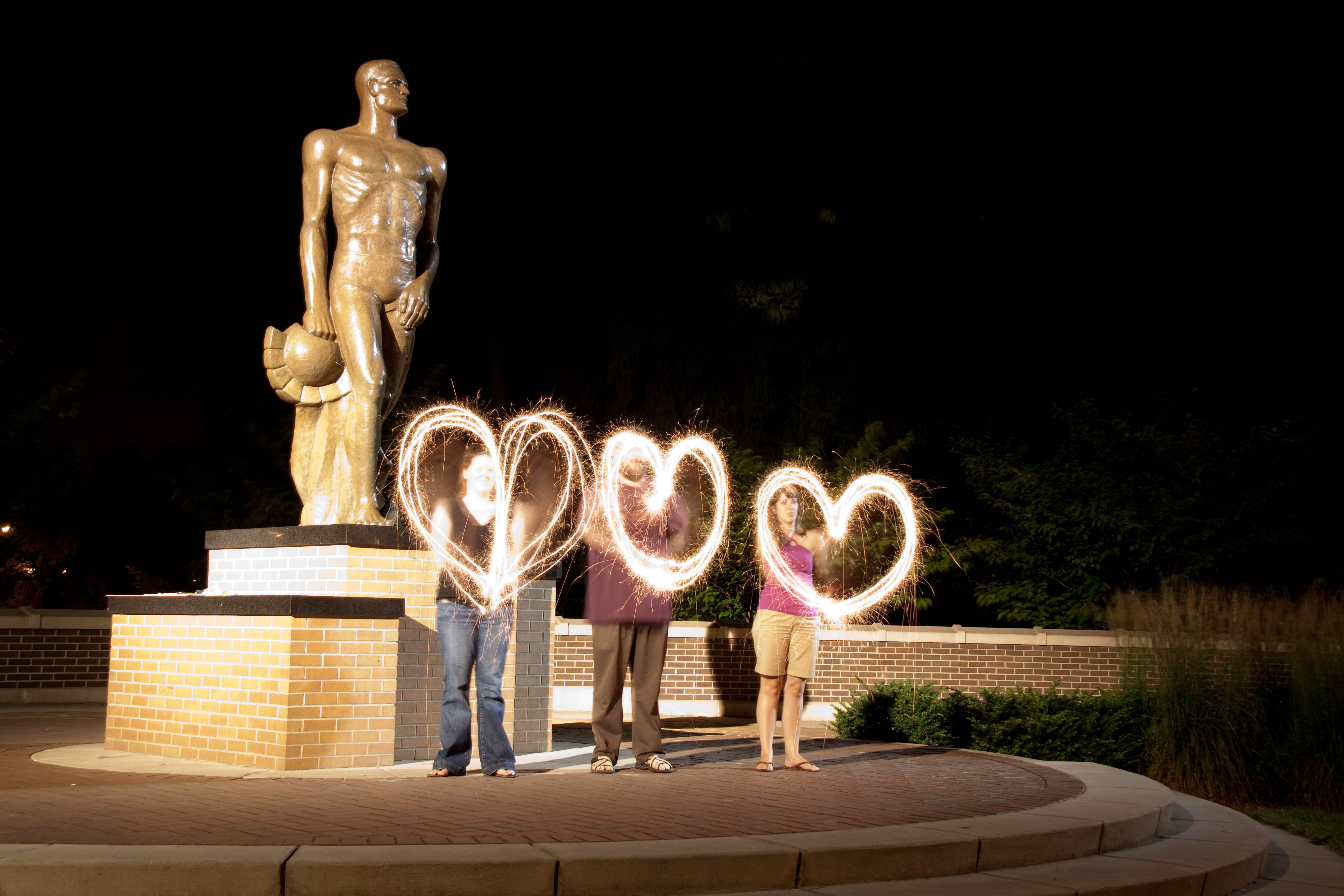
Viering van de Onafhankelijkheidsdag in Michigan
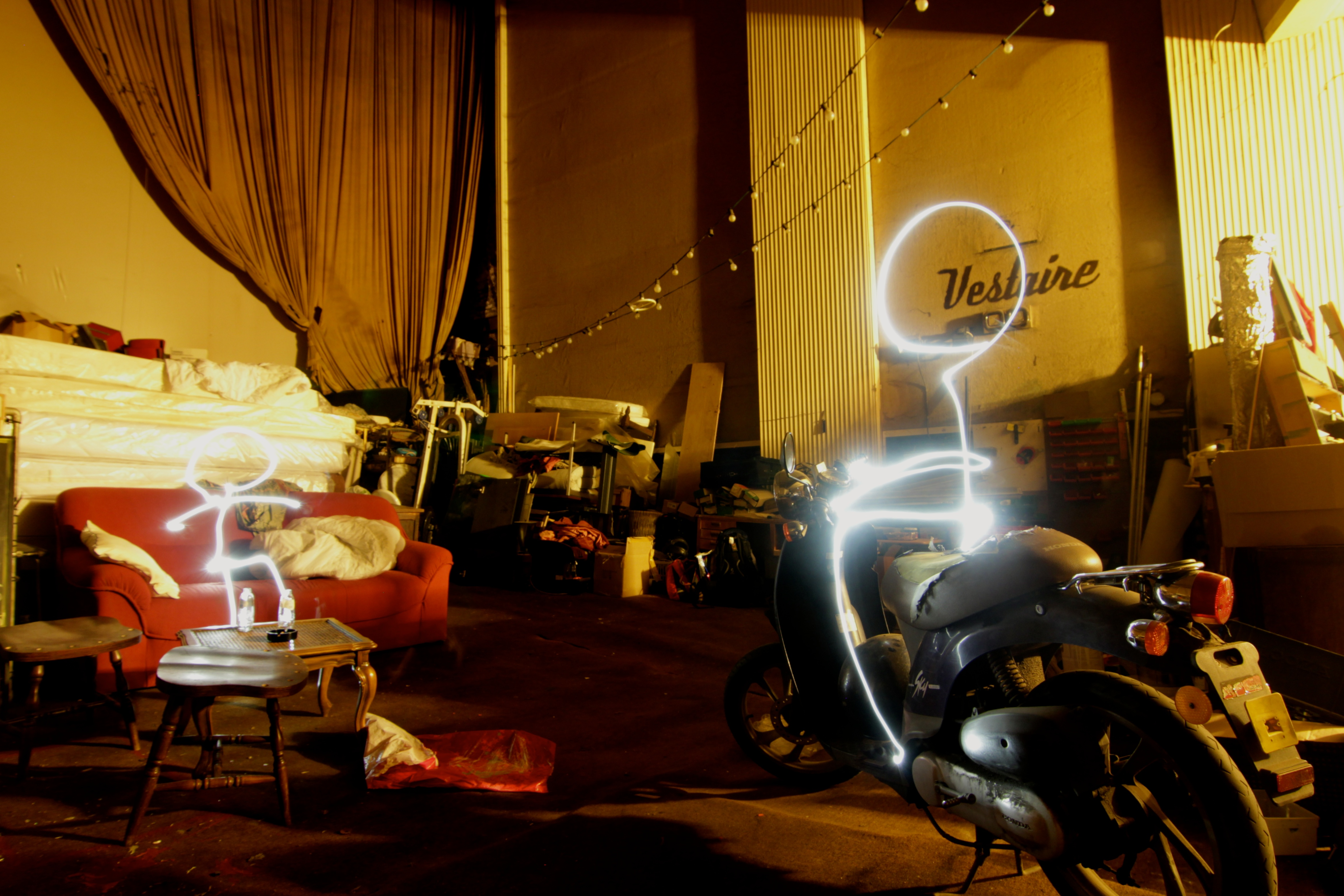
Een lightpainting binnenshuis
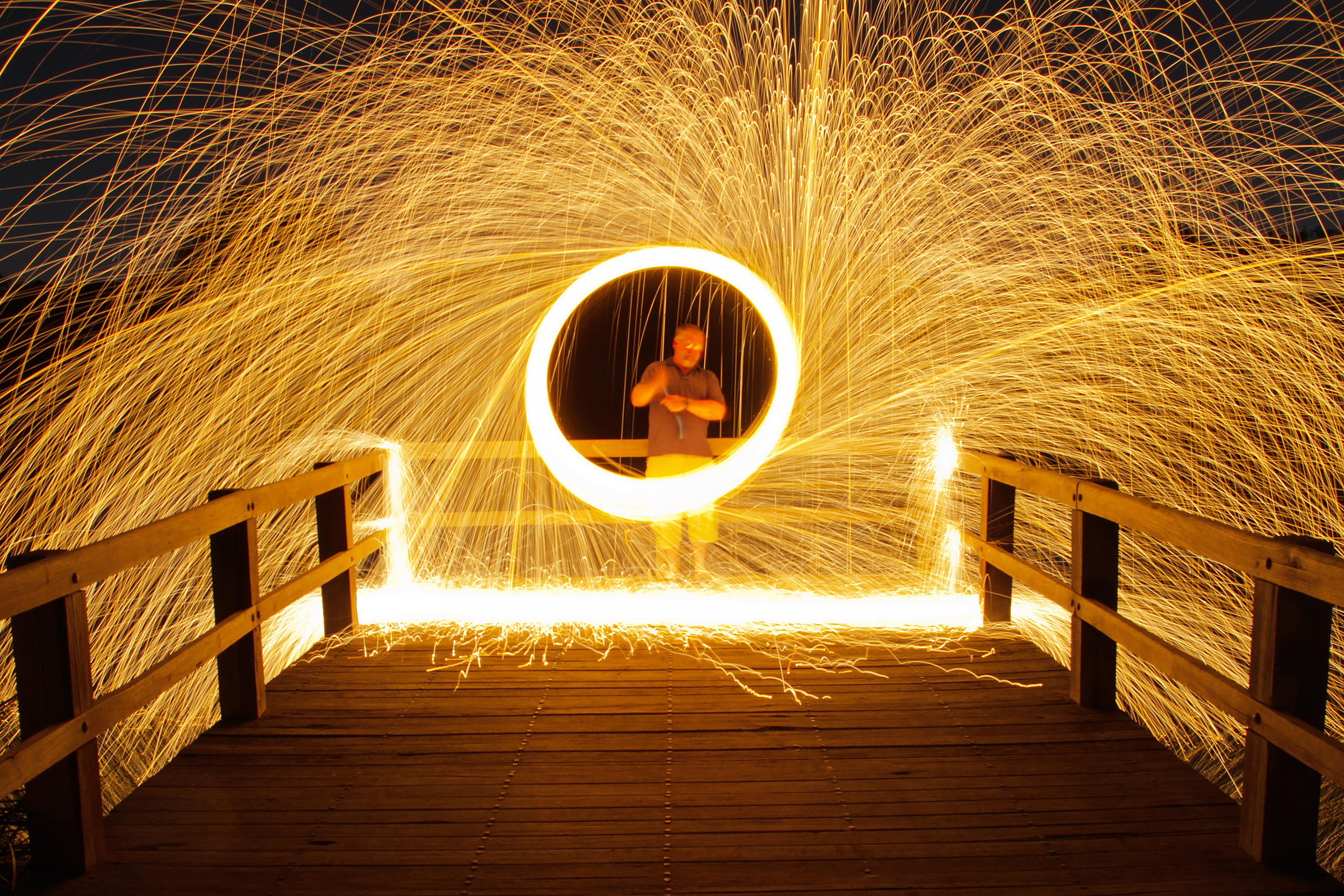
Een lightpainting met staalwol
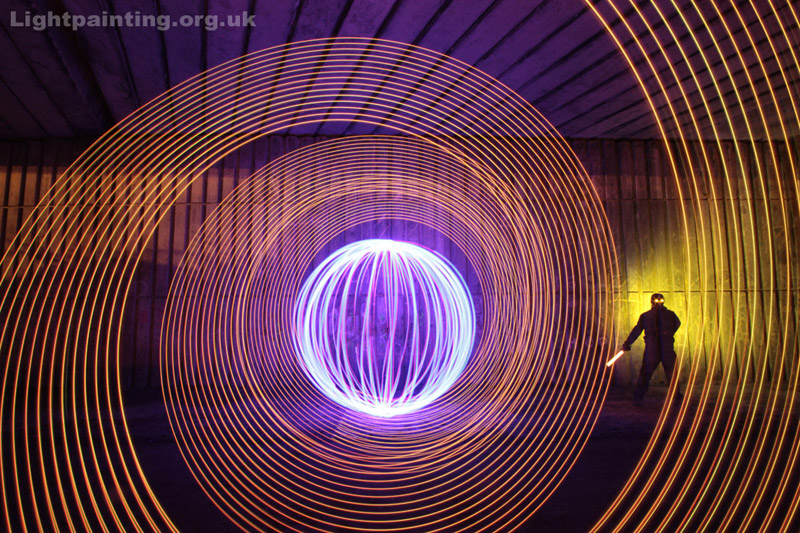
Een lightpainting met LED-verlichting
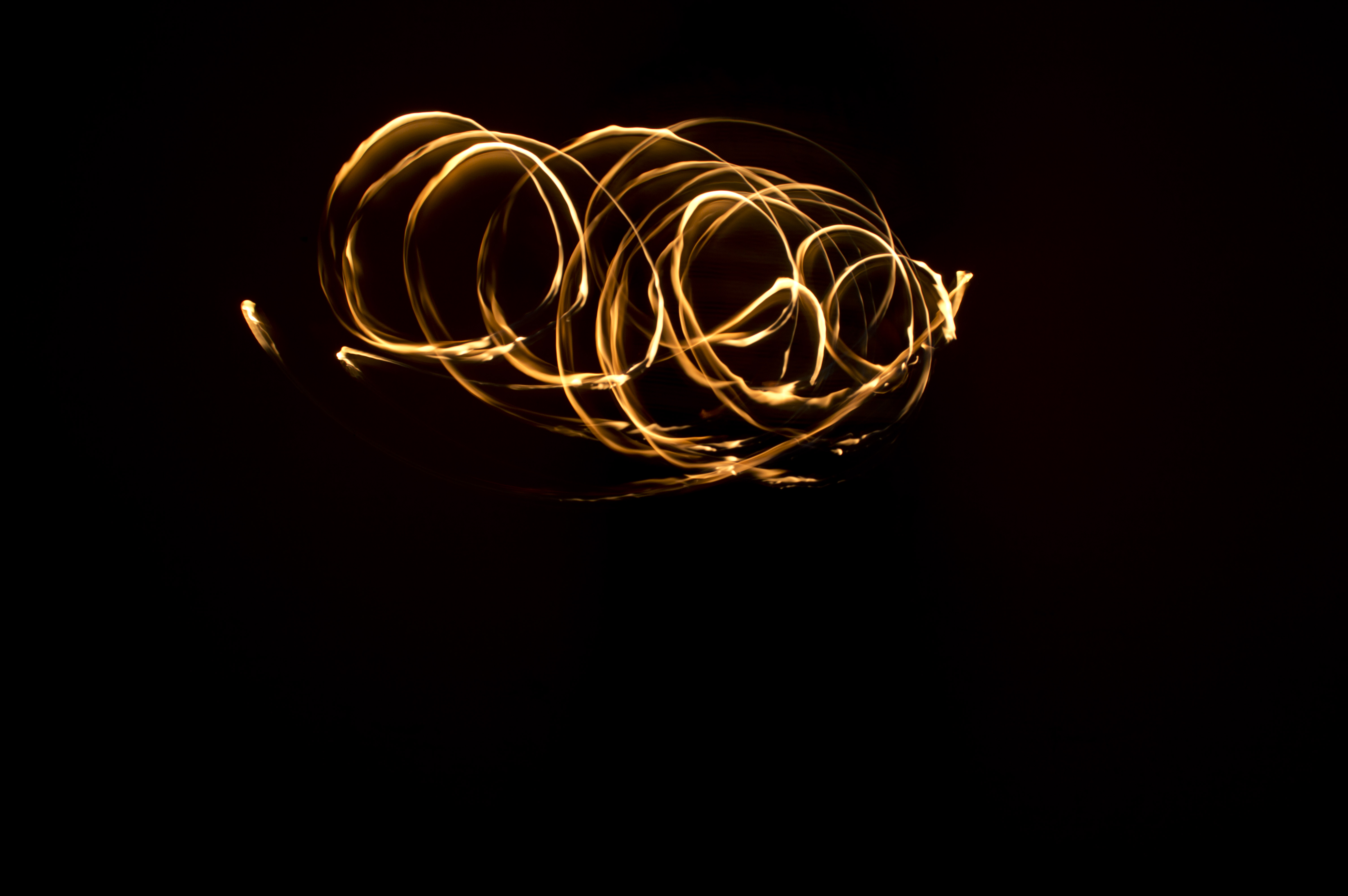
Een lightpainting met kaarsverlichting
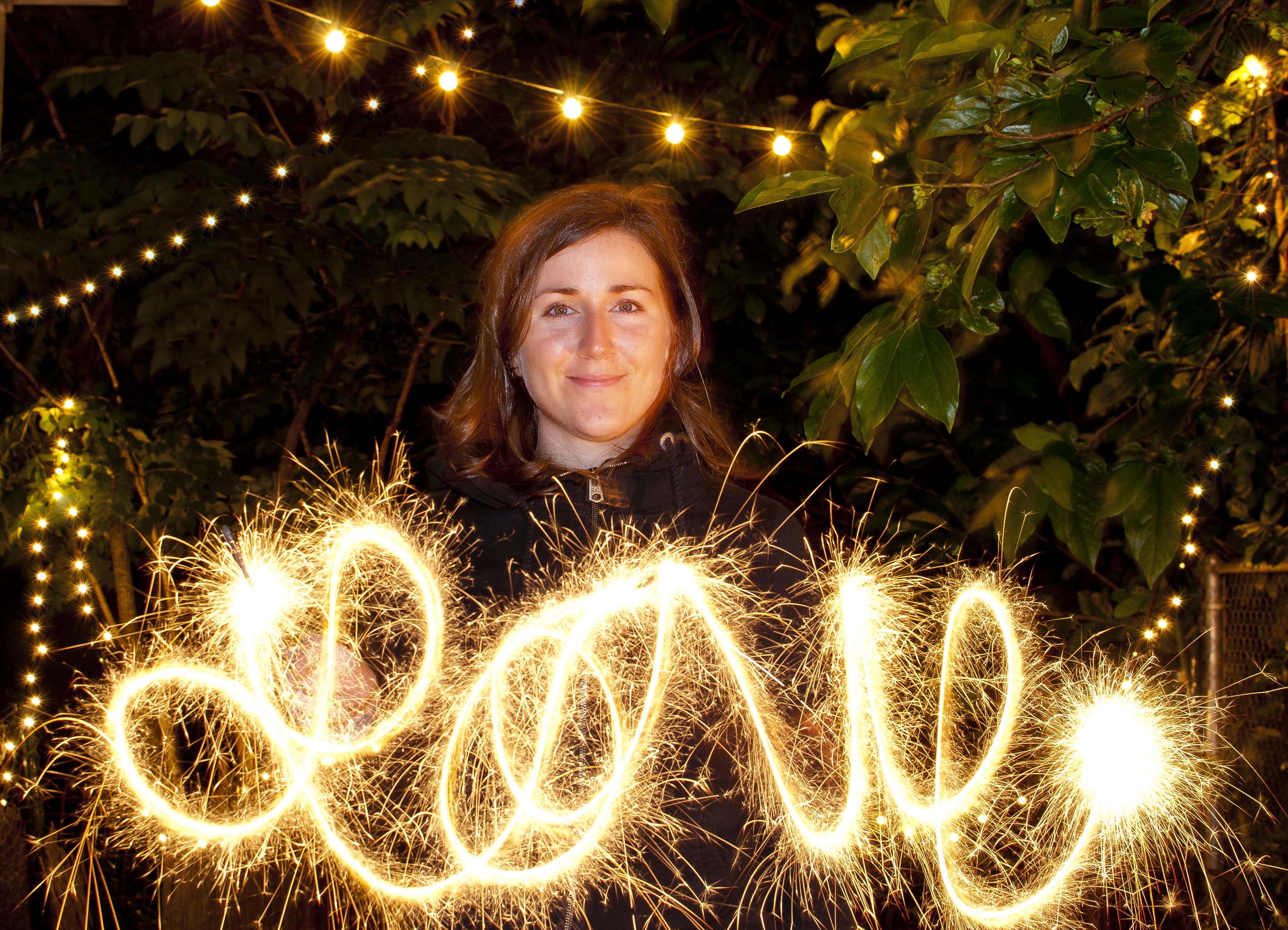
Een portret verlicht door een sterretje